# HNK Cibalia Vinkovci
A HNK Cibalia Vinkovci egy horvát labdarúgócsapat Vinkovce városában. Jelenleg a Druga HNL-ben szerepelnek. Stadionjuk a város déli részén található és 12 000 néző befogadására alkalmas. Az 1945 és 1990 közötti időszakban a klubot Dinamo Vinkovci-ként ismerték.

## Történelem
A klubot 1919-ben alapították HGŽK Cibalia Vinkovci néven. 1925-ben egyesültek az RŠK Sloga csapatával. A második világháború alatt megszűnt, majd a háború után 1945-ben az újraalakult Sloga és az OFD Graničar egyesüléséből létrejött az NK Dinamo Vinkovci. Évtizedeken keresztül kiemelkedő eredményt nem sikerült elérniük, a másodosztályban szerepeltek. 1982-ben feljutottak a jugoszláv bajnokság első osztályába. Öt éven keresztül szerepeltek ebben az osztályban, majd 1987-ben ismét a másodosztályban folytatták.
A 90-es évek elején visszatértek. Ekkor azonban már a horvát labdarúgó-bajnokság küzdelmeibe. Az 1992/93-as szezonban az 5. helyen végeztek, ami nagyszerű eredménynek számított. Az 1996/97-es bajnokság küzdelmeiben a 13. helyen végeztek így búcsúzni kényszerültek. Sokáig azonban nem kellett várniuk az első osztályra, ugyanis rá egy évre sikerült a feljutás. 2003-ban ismét sikerült az 5. helyen végezniük. A 2003/04-es évadot követően újra kiestek, de egy év után ismét visszakerültek a legjobbak közé. Eddigi legjobb eredményüket a bajnokságok történetében, kétségkívül a 2009–10-es szezonban érték el. Harmadik helyen végeztek a Dinamo Zagreb és a Hajduk Split mögött.

## Eredmények

### Prva HNL
|             | Pontok | Mérkőzések | Győzelmek | Döntetlenek | Vereségek | Rg  | Kg  |
| ----------- | ------ | ---------- | --------- | ----------- | --------- | --- | --- |
| HNK Cibalia | 515    | 438        | 129       | 128         | 181       | 470 | 587 |

### Európai kupákban való szereplések
| Szezon  | Versenykiírás  | Forduló | ellenfél             | Hazai | Vendég | Összesítés |
| ------- | -------------- | ------- | -------------------- | ----- | ------ | ---------- |
| 2000–01 | Intertotó-kupa | R1      | FK Obilić            | 3–1   | 1–1    | 3–1        |
| 2000–01 | Intertotó-kupa | R2      | Lombard FC Tatabánya | 0–0   | 2–3    | 2–3        |
| 2003–04 | Intertotó-kupa | R2      | FK Sahcjor           | 4–2   | 1–1    | 5–3        |
| 2003–04 | Intertotó-kupa | R3      | Tampere United       | 0–1   | 2–0    | 2–1        |
| 2003–04 | Intertotó-kupa | SF      | VfL Wolfsburg        | 1–4   | 0–4    | 1–8        |
| 2010–11 | Európa-liga    | QR2     | Cliftonville         | 0–0   | 0–1    | 0–1        |

## Külső hivatkozások
- HNK Cibalia Vinkovci - Hivatalos honlap (horvátul)
- uefa.com